# St. Valentine's Day Massacre
St. Valentine's Day Massacre — мініальбом англійської групи Motörhead та Girlschool, який був випущений 1 лютого 1981 року.

## Композиції
| #  | Назва                | Автор                                                      | Players                                 | Тривалість |
| -- | -------------------- | ---------------------------------------------------------- | --------------------------------------- | ---------- |
| 1. | «Please Don't Touch» | Johnny Kidd, Guy Robinson                                  | Lemmy, Kelly, Eddie, Enid, Kim & Denise | 2:49       |
| 2. | «Bomber»             | Kilmister, Clarke, Taylor                                  | Kelly, Enid, Kim & Denise               | 3:30       |
| 3. | «Emergency»          | Denise Dufort, Kelly Johnson, Kim McAuliffe, Enid Williams | Lemmy, Eddie & Denise                   | 3:03       |

## Склад
- Леммі Кілмістер - вокал
- Едді «Фаст» Кларк - гітара
- Деніс Дюфорт - ударні
- Кім МакОліфф - гітара
- Келлі Джонсон - гітара
- Енід Вільямс - басс

## Чарти
| Чарт (1981)                               | Найвища позиція |
| ----------------------------------------- | --------------- |
| Велика Британія (Official Charts Company) | 5               |

## Сертифікації
| Регіон                                             | Сертифікація | Продажі  |
| -------------------------------------------------- | ------------ | -------- |
| Велика Британія (BPI)                              | Срібний      | 250 000^ |
| ^відвантаження, що базуються лише на сертифікаціях |              |          |